# روشن علی‌اف
روشن علی‌اف (ترکی آذربایجانی: Rövşən Əliyev؛ ۱۹۵۵ – ۱۳ مارس ۲۰۰۲) بازرس جنایی اهل جمهوری آذربایجان بود.